# Daniel van den Dyck
Daniel van den Dyck, né à Anvers vers 1610, mort à Mantoue en 1670, est un graveur et un peintre flamand de sujets religieux et mythologiques ainsi que de portraits, qui a construit une grande partie de son œuvre en Italie.

## Biographie
Daniel van den Dyck se forme à Anvers auprès de Peter Verhaecht (?? - 1652).
Il est admis à la guilde de Saint-Luc d'Anvers vers 1631-1632 et en devient maître qualifié vers 1633-1634.
À la fin du mois de septembre 1633, il se rend à Bergame en Italie, et en 1634 il s'installe à Venise, où il épouse Lucrèce, la fille du peintre Nicolas Régnier, elle aussi peintre.
Vers 1658, il travaille à la cour ducale de Mantoue.
Avec son beau-frère Pietro della Vecchia (1603-1678), il peint les fresques murales dans le Palazzo Pesaro à Preganziol. 
Les fresques à la Villa Venier-Contarini (it) à Mira, près de Venise, représentant des scènes de la Légende de Psyché, lui ont aussi été attribuées. 
Son style a été influencé par Rubens, comme on peut le constater à partir de son œuvre Le Martyre de saint Laurent (Madonna dell'Orto, Venise). 
Sur les cinq portraits visibles à l'Académie Carrara de Bergame qui lui sont attribués, au moins les trois datés de 1633 ont peu de chance d'être de lui puisqu'il n'a quitté Anvers pour l'Italie qu'à la fin du mois de septembre 1633.

## Œuvres

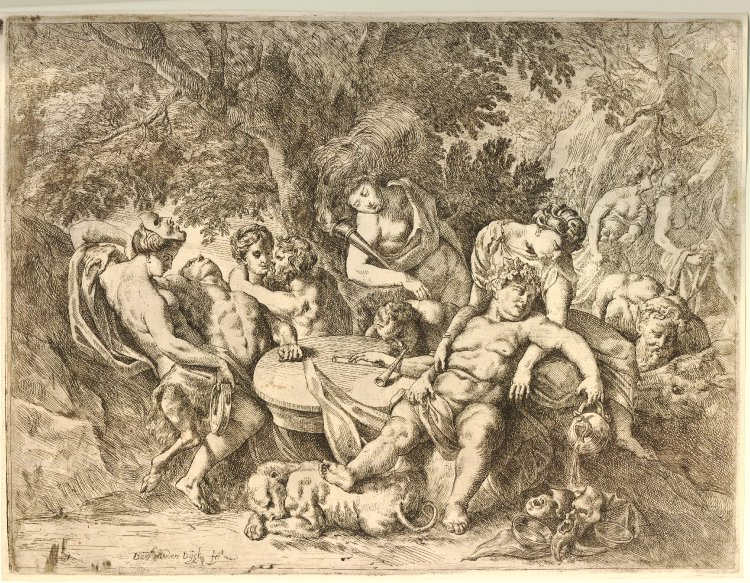
Bacchanale, eau-forte (entre 1630 et 1670, British Museum).

- (?) cinq portraits, Académie Carrara, Bergame.
- Le Martyre de saint Laurent, Madonna dell'Orto, Venise.
- Fresques, Palazzo Pesaro, Preganziol.
- Vierge avec l'Enfant, Fine Arts Museum, San Francisco.
- Antonio Canal di Giovanni, procurateur de Saint-Marc (1647), BMAG, Birmingham.